# 古塔-莫羅濟夫西卡
48°57′25″N 27°3′27″E / 48.95694°N 27.05750°E
古塔-莫羅濟夫西卡（烏克蘭語：Гута-Морозівська），是烏克蘭西部的村莊，隸屬赫梅利尼茨基州的卡緬涅茨-波多利斯基區。該村面積1.12平方公里，海拔高度288米，2001年人口258，人口密度每平方公里229.7人。